# C/1992 J1
O C/1992 J1 é um cometa não-periódico do Sistema Solar.

## Descoberta
O cometa foi descoberto no dia 1 de maio de 1992, pelo astrônomo David Rabinowitz  do projeto Spacewatch.

## Características orbitais
A órbita de C/1992 J1 tem uma excentricidade de 0,999961 e possui um semieixo maior de 77 102,7179487 UA. O seu periélio leva o mesmo a uma distância de 3 UA em relação ao Sol e seu afélio a 154 202 UA.